# Provincia de Posen
La provincia de Posen o provincia de Posnania (en alemán: Provinz Posen, pronunciado /pʁoˈvɪnt͡s ˈpoːzn̩/; en polaco: Prowincja Poznańska), fue una provincia de Prusia de 1848-1918 y como tal parte del Imperio alemán de 1871 a 1918. Tenía una superficie de unos 29.000 km².
El territorio de la provincia correspondía, grosso modo, a la región de la Gran Polonia, y se había convertido en territorio prusiano en 1772 (Distrito Netze) y  1793 (Prusia del Sur) durante las particiones de Polonia. Después de la derrota de Prusia en las guerras napoleónicas, el territorio fue añadido al Ducado de Varsovia en 1807 mediante el Tratado de Tilsit. En 1815, durante el Congreso de Viena, Prusia obtuvo el tercio occidental del ducado de Varsovia, que correspondía a la mitad de la anterior Prusia del Sur. Prusia entonces administró la provincia como la entidad semiautónoma del Gran Ducado de Posen, que perdió la mayor parte de su estatus especial en 1830. En tanto que el parlamento local de Posen (Poznań) votó por 26 votos contra 17 en contra de adherirse a la Confederación Germánica, el 3 de abril de 1848 el Parlamento de Fráncfort ignoró esta votación, forzando el cambio el estatus de la región a la fórmula convencional de provincia de Prusia y su integración a la Confederación Germánica.
Esta región estaba habitada por una mayoría polaca y por minorías alemanas y judías, y un puñado de otros pueblos. La mayoría de los polacos eran católicos, y el 90% de los alemanes eran protestantes. El pequeño número de judíos se encontraban en las zonas más pobladas, especialmente orientados a oficios especializados y al comercio local y regional. En las comunidades más pequeñas, predominaban polacos y alemanes. Estas bolsas de etnicidad convivían lado a lado, siendo las poblaciones alemanas más densas en las zonas noroccidentales. Con las políticas de germanización, la población se hizo más alemana hasta el final del siglo XIX en que la tendencia se invirtió (en el Ostflucht). Esto sucedió a pesar de los esfuerzos del gobierno de Berlín, que estableció una Comisión para los Asentamientos para comprar tierras a los polacos y ponerla a disposición de los alemanes.
En 1919 durante el Tratado de Versalles, la República de Weimar cedió el grueso de la provincia a la nuevamente establecida Segunda República de Polonia. La zona que permaneció bajo soberanía alemana, fue unida con el territorio remanente de la anterior Prusia Occidental y fue administrada como Posen-Prusia Occidental. Esta provincia fue disuelta en 1938, cuando su territorio fue dividido entre las provincias germanas vecinas. En 1939, el territorio de la anterior provincia de Posen fue anexado por la Alemania Nazi y convertido en parte del Reichsgau Danzig-Prusia Occidental y el Reichsgau Wartheland (inicialmente Reichsgau Posen). Cuando terminó la II Guerra Mundial en 1946, fue ocupada por el Ejército Rojo que la cedió a la República Popular de Polonia.

## Características
El territorio es mayoritariamente llano, drenado por dos cuencas hidrográficas principales, el Noteć (alemán: Netze) al norte y el in Warta (alemán: Warthe) en el centro. La época glaciar dejó depósitos  morrénicos y el terreno está salpicado de centenares de pequeños lagos, fluvialmente conectados a los dos ríos principales.
La agricultura era la industria principal, en el siglo XIX. La rotación de cultivos fue utilizada para el cultivo principalmente de centeno, remolacha azucarera, patatas, y otros cereales, y en menor medida tabaco y lúpulo. Significantes parcelas de bosque proporcionaban madera para la construcción y leña. Existía un pequeño número de ganado, incluidos gansos, principalmente ovejas.
Cuando la región estuvo bajo control prusiano, aún regía el sistema feudal. Oficialmente fue abolido en Prusia en 1810 (en 1864 en la Polonia del Congreso), pero algunas prácticas permanecieron hasta finales del siglo XIX. La situación era que los siervos primordialmente polacos vivieran y trabajaran codo con codo con los asentamientos de colonos alemanes primordialmente libres. En un principio a los colonos ser les dieron ciertas ventajas, aunque con el tiempo sus condiciones no eran muy diferentes. Los siervos trabajaban para la nobleza, que les daba protección; y los colonos trabajaban para ellos mismos y cuidaban de ellos, aunque pagaban impuestos a la nobleza.

## Historia
El reino de Prusia anexó el posterior territorio de la provincia de Posen durante las particiones de Polonia del siglo XVIII. Durante más de un siglo, sería parte de la porción prusiana, con excepción del breve periodo de las guerras napoleónicas. En ese tiempo, en 1807, se convirtió en parte del breve ducado de Varsovia, pero fue recuperado por Prusia en 1815 como el Gran Ducado de Posen.
Durante las revoluciones de 1848, el parlamento de Frankfurt intentó dividir el ducado en dos partes: la Provincia de Poznań, que sería dada a los germanos y anexado al Imperio alemán, y la provincia de Gniezno, que sería dada a los polacos y sostenida fuera de Alemania. Por causa de la protesta de los parlamentarios polacos, estos planes fracasaron y se preservó la integridad del ducado. El 9 de febrero de 1849, tras una serie de garantías rotas, la administración prusiana renombró el ducado como provincia de Posen. Sin embargo, la dinastía Hohenzollern retuvo el título de "Gran Duque de Posen" en uso oficialmente hasta 1918.
Con la unificación de Alemania después de la guerra Franco-Prusiana de 1871, la provincia de Posen se convirtió en parte del Imperio alemán (1871-1918) y la ciudad de Posen fue oficialmente nombrada ciudad residencia imperial.
En la década de 1880, el canciller alemán Otto von Bismarck empezó las políticas de germanización, con un incremento de la presencia policial, una comisión de colonización, la Sociedad Alemana para las Marcas Orientales (Hakata), y la Kulturkampf. En 1904, fue aprobada legislación especial contra la población polaca. La legislación de 1908 permitía la confiscación de la propiedad de tierras polacas. Las autoridades prusianas no permitieron el desarrollo de industrias, así que la economía del ducado fue predominada por la agricultura de alto nivel.
Después de la I Guerra mundial, el destino de la provincia no estaba decidido. Los polacos demandaban de la región fuera incluida en la nuevamente independiente Segunda República Polaca, mientras que los alemanes rechazaban concesiones territoriales. La sublevación de la Gran Polonia se desencadenó el 27 de diciembre de 1918, un día después del discurso de Ignacy Jan Paderewski. La sublevación recibió poco apoyo del gobierno establecido en Varsovia es ese momento. Tras el éxito del alzamiento, la provincia de Posen fue brevemente (hasta mediados de 1919) un estado independiente con su propio gobierno, moneda y fuerza militar.
Con la firma del Tratado de Versalles al final de la I Guerra Mundial, la mayoría de la provincia, primordialmente las áreas de mayoría polaca, fue cedida a Polonia y reformada como el Voivodato de Poznań. El resto de la parte alemana de la provincia fue reformada como Posen-Prusia Occidental con Schneidemühl (Piła) como su capital, hasta 1938, cuando fue dividida entre las provincias prusianas de Silesia, Pomerania y  Brandeburgo.
Después de la derrota alemana en la II Guerra Mundial en 1945, todos los territorios al este de la nuevamente establecida línea Oder-Neisse fueron anexados por Polonia o por la Unión Soviética. Finalmente, todas las partes históricas de la provincia quedaron bajo control polaco y las minorías alemanas étnicas fueron forzadamente expulsadas.

## Conflictos étnicos y religiosos

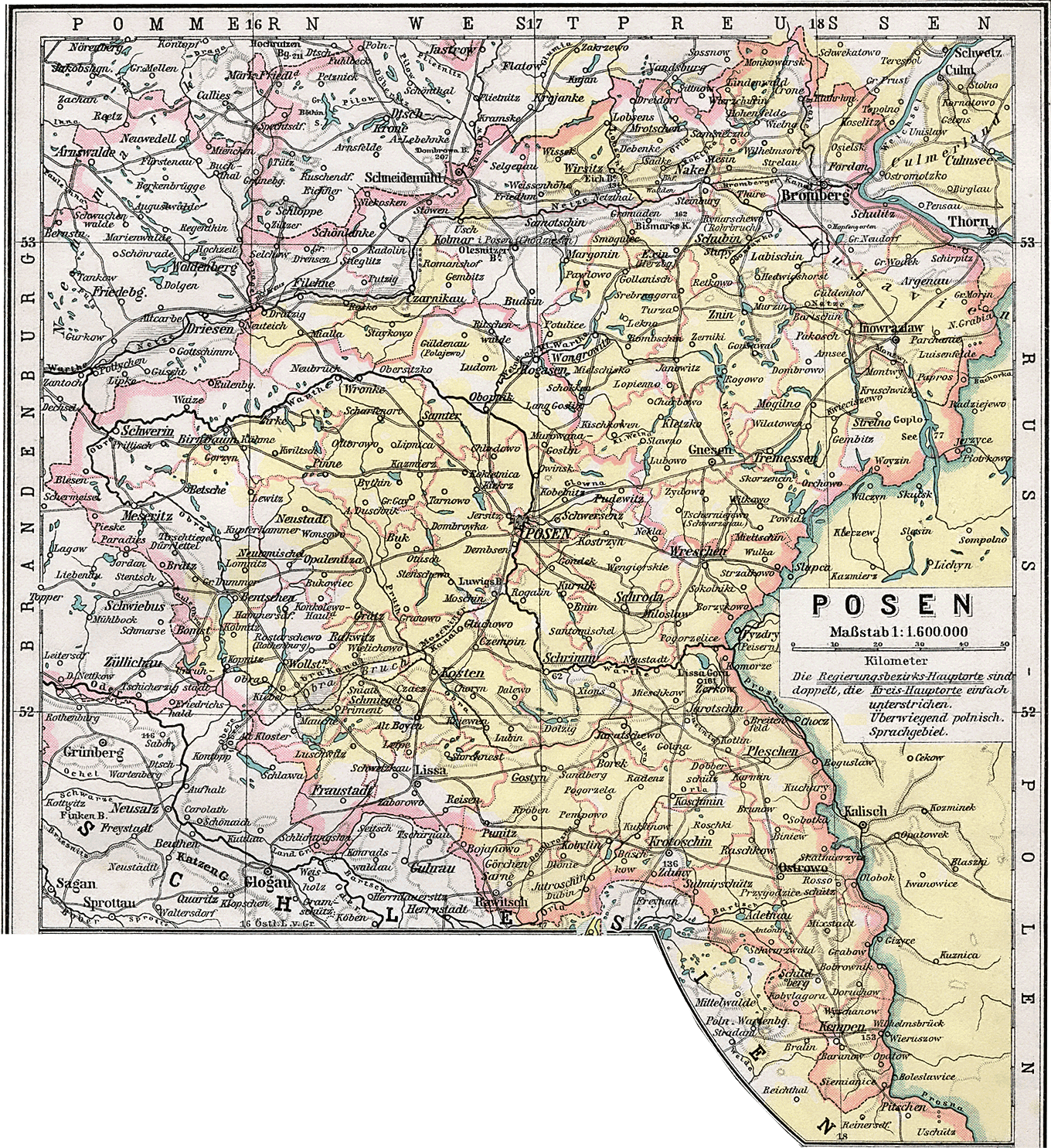
La provincia de Posen. Las áreas de habla polaca son mostradas en amarillo.

El elevado número de residentes alemanes resultó de la constante inmigración de alemanes desde la Edad Media, cuando llegaron los primeros colonos en el curso del Ostsiedlung. Aunque muchos de ellos se habían polonizado con el tiempo, la inmigración continua resultó en el mantenimiento de una comunidad alemana. En el siglo XVIII, la contrarreforma liderada por la Compañía de Jesús produjo severas restricciones entre los alemanes protestantes. A final de siglo se invirtieron las condiciones mediante la obtención por Prusia de la soberanía del territorio durante las Particiones de Polonia.
Durante la primera mitad del siglo XIX, la población germana creció debido al patrocinio estatal de la colonización. En la segunda mitad, la población polaca creció gradualmente debido al Ostflucht y a una mayor natalidad entre los polacos. Durante el Kulturkampf, la Prusia mayoritariamente protestante, intentó reducir el peso del catolicismo en la sociedad. Posen fue blanco severamente de estas medidas, debido a su altas, mayoritariamente polacas, poblaciones católicas. Muchos católicos alemanes en Posen se unieron a los polacos étnicos en oposición a las medidas del Kulturkampf.
Tras el Kulturkampf, el Imperio alemán, debido a motivos nacionalistas impulsó programas de germanización. Una medida fue instituir la Comisión de Colonización, esto perseguía atraer colonos alemanes para contrarrestar el crecimiento de población polaca. Estas políticas fracasaron, incluso acompañadas de otras medidas legales. El idioma polaco fue finalmente prohibido en las escuelas y en la administración oficial como parte de las políticas de germanización.
| Composición étnica de la Provincia de Posen | Composición étnica de la Provincia de Posen | Composición étnica de la Provincia de Posen | Composición étnica de la Provincia de Posen | Composición étnica de la Provincia de Posen |
| Año                                         | 1815                                        | 1861                                        | 1890                                        | 1910                                        |
| ------------------------------------------- | ------------------------------------------- | ------------------------------------------- | ------------------------------------------- | ------------------------------------------- |
| Población total                             | 776.000                                     | 1.467.604                                   | 1.751.642                                   | 2.099.831                                   |
| % Polacos (incluidos bilingües)             | 73%                                         | 54,6%                                       | 60,1%                                       | 61,5%                                       |
| % Alemanes                                  | 25%                                         | 43,4%                                       | 39,9%                                       | 38,5%                                       |

Existe una notable disparidad entre las estadísticas reunidas por la administración prusiana, y las estimaciones polacas dirigidas después de 1918. De acuerdo con el censo prusiano de 1905, el número de hablantes alemanes en la provincia de Posen era aproximadamente del 38,5%, mientras que después de 1918 el número de alemanes en el Voivodato de Poznan, que se aproximaba cercanamente a la provincia de Posen, era solo del 7%. De acuerdo con Witold Jakóbczyk, la disparidad entre el número de alemanes étnicos y el número de hablantes alemanes se debe a que las autoridades alemanes colocaron los alemanes étnicos y la minoría judía de habla alemana en el mismo bloque. Además, hubo un considerable éxodo de alemanes de la Segunda República Polaca después de los últimos asentamientos. Otra razón de esta disparidad reside en el hecho de algunas áreas fronterizas de la provincia, habitadas mayoritariamente por alemanes (incluida Piła), permanecieron dentro de Alemania después de 1918.

## Estadísticas
Área: 28.970 km²
- Regierungsbezirk Posen: 17.503 km²
- Regierungsbezirk Bromberg: 11.448 km²

Población
- 1816:   820.176
- 1868: 1.537.300 (Bromberg 550.900 - Posen 986.400)
- 1871: 1.583.843
  - Religión: 1871
    - Católicos    1.009.885
    - Protestantes   511.429
    - Judíos          61.982
    - otros              547
- 1875: 1.606.084
- 1880: 1.703.397
- 1900: 1.887.275
- 1905: 1.986.267
- 1910: 2.099.831 (Bromberg 763.900 - Posen 1.335.900)

## Divisiones
Nota: las provincias prusianas eran divididas en gobernaciones (Regierungsbezirke), que a su vez eran subdivididas en distritos denominados Kreise. Las ciudades tendrían su propio distrito urbano ("Stadtkreis") y las áreas rurales de su alrededor tomarían el nombre de la ciudad, pero referidas como distritos rurales ("Landkreis"). En el caso de Posen, el Landkreis estaba dividido en dos: Landkreis Posen Occidental, y Landkreis Posen Oriental.
Los datos provienen de censos prusianos, durante el periodo de patrocinio estatal de la germanización, e incluye las guarniciones militares. Son habitualmente criticados por haber sido falseados.
| Kreis ("Distrito")                | En polaco     | Población en 1905 | Hablantes polacos | Hablantes alemanes1 | Judíos2 | Otros           |
| Regierunsbezirk Posen (sur)       |               |                   |                   |                     |         |                 |
| Ciudad de Posen                   | Poznań        |                   | 55%               | 45%                 |         |                 |
| Adelnau                           | Odolanów      |                   | 90%               | 10%                 |         |                 |
| Birnbaum                          | Miedzychód    |                   | 51%               | 49%                 |         |                 |
| Bomst                             | Babimost      |                   | 49%               | 51%                 |         |                 |
| Fraustadt                         | Wschowa       |                   | 27%               | 73%                 |         |                 |
| Gostyn                            | Gostyn        |                   | 87%               | 13%                 |         | Kröben          |
| Grätz                             | Grodzisk      |                   | 82%               | 18%                 |         | Buk             |
| Jarotschin                        | Jarocin       |                   | 83%               | 17%                 |         | Pleschen        |
| Kempen                            | Kępno         |                   | 84%               | 16%                 |         | Schildberg      |
| Koschmin                          | Koźmin        |                   | 83%               | 17%                 |         | Krotoschin      |
| Kosten                            | Kościan       |                   | 89%               | 11%                 |         |                 |
| Krotoschin                        | Krotoszyn     |                   | 70%               | 30%                 |         |                 |
| Lissa                             | Leszno        |                   | 36%               | 64%                 |         | Fraustadt       |
| Meseritz                          | Międzyrzecz   |                   | 20%               | 80%                 |         |                 |
| Neutomischel                      | Nowy Tomyśl   |                   | 51%               | 49%                 |         | Buk             |
| Obornik                           | Oborniki      |                   | 61%               | 39%                 |         |                 |
| Ostrowo                           | Ostrów        |                   | 80%               | 20%                 |         | ?Adelnau?       |
| Pleschen                          | Pleszew       |                   | 85%               | 15%                 |         |                 |
| Posen Ost                         | Poznań, Wsch. |                   | 72%               | 28%                 |         | Posen           |
| Posen West                        | Poznań, Zach. |                   | 87%               | 13%                 |         | Posen           |
| Rawitsch                          | Rawicz        |                   | 55%               | 45%                 |         | Kröben          |
| Samter                            | Szamotuły     |                   | 73%               | 27%                 |         |                 |
| Schildberg                        | Ostrzeszów    |                   | 90%               | 10%                 |         |                 |
| Schmiegel                         | Śmigiel       |                   | 82%               | 18%                 |         | Kosten          |
| Schrimm                           | Śrem          |                   | 82%               | 18%                 |         |                 |
| Schroda                           | Środa         |                   | 88%               | 12%                 |         |                 |
| Schwerin                          | Skwierzyna    |                   | 5%                | 95%                 |         | Birnbaum - 1877 |
| Wreschen                          | Września      |                   | 84%               | 16%                 |         |                 |
| Regierungsbezirk Bromberg (norte) |               |                   |                   |                     |         |                 |
| Ciudad de Bromberg                | Bydgoszcz     |                   | 16%               | 84%                 |         |                 |
| Bromberg                          | Bydgoszcz     |                   | 38%               | 62%                 |         |                 |
| Czarnikau                         | Czarników     |                   | 27%               | 73%                 |         |                 |
| Filehne                           | Wieleń        |                   | 28%               | 72%                 |         | Czarnikau       |
| Gnesen                            | Gniezno       |                   | 67%               | 33%                 |         |                 |
| Hohensalza                        | Inowrocław    |                   | 64%               | 36%                 |         |                 |
| Kolmar                            | Chodzież      |                   | 18%               | 82%                 |         |                 |
| Mogilno                           | Mogilno       |                   | 76%               | 24%                 |         |                 |
| Schubin                           | Szubin        |                   | 56%               | 44%                 |         |                 |
| Strelno                           | Strzelno      |                   | 82%               | 18%                 |         | ??              |
| Wirsitz                           | Wyrzysk       |                   | 47%               | 53%                 |         |                 |
| Witkowo                           | Witkowo       |                   | 83%               | 17%                 |         | ?Gnesen?        |
| Wongrowitz                        | Wągrowiec     |                   | 77%               | 23%                 |         |                 |
| Znin                              | Żnin          |                   | 77%               | 23%                 |         | ??              |

1 incluye hablantes bilingües

2 solo religiosos judíos, sin considerar su lengua nativa
Los datos alemanes incluyen la población judía hablante alemana.

## Presidentes
La provincia fue encabezada por los siguientes presidentes (en alemán: Oberpräsidenten).
| Periodo de gobierno | Nombre                                                                                   |
| 1815-1824           | Joseph Zerboni de Sposetti 1760-1831                                                     |
| 1825-1830           | Johann Friedrich Theodor von Baumann 1768-1830                                           |
| 1830-1840           | Eduard Heinrich Flottwell 1786-1865                                                      |
| 1840-1842           | Adolf Heinrich Graf von Arnim-Boitzenburg 1803-1868                                      |
| 1843-1850           | Carl Moritz von Beurmann 1802-1870                                                       |
| 1850-1851           | Gustav Carl Gisbert Heinrich Wilhelm Gebhard von Bonin (1ª ven en el gobierno) 1797-1878 |
| 1851-1860           | Eugen von Puttkamer 1800-1874                                                            |
| 1860-1862           | Gustav Carl Gisbert Heinrich Wilhelm Gebhard von Bonin (2ª vea en el gobierno) 1797-1878 |
| 1862-1869           | Carl Wilhelm Heinrich Georg von Horn 1807-1889                                           |
| 1869-1873           | Otto Graf von Königsmarck 1815-1889                                                      |
| 1873-1886           | William Barstow von Guenther 1815-1892                                                   |
| 1886-1890           | Robert Graf von Zedtlitz-Trützschler 1837-1914                                           |
| 1890-1899           | Hugo Freiherr von Wilamowitz-Moellendorff 1840-1905                                      |
| 1899-1903           | Karl Julius Rudolf von Bitter 1846-1914                                                  |
| 1903-1911           | Wilhelm August Hans von Waldow-Reitzenstein 1856-1937                                    |
| 1911-1914           | Philipp Schwartzkopf ?                                                                   |
| 1914-1918           | Joh. Karl Friedr. Moritz Ferd. v. Eisenhart-Rothe 1862-1942                              |

## Ciudadanos notables
(en orden alfabético)
- Stanisław Adamski (1875-1967), sacerdote polaco, activista social y político del Sindicato de Empresas Católicas de Trabajadores Polacos

(Związek Katolickich Towarzystw Robotników Polskich), fundador y editor del semanario 'Robotnik' (trabajador)
- Tomasz K. Bartkiewcz (1865-1931), compositor polaco y organista, cofundador del Sindicato del Círculo de Cantantes (Związek Kół Śpiewackich)
- Czesław Czypicki (1855-1926), abogado polaco de Kożmin, activista de la sociedad de cantantes
- Michał Drzymała (1857-1937), famoso campesino placo
- Ferdinand Hansemann (1861-1900), político prusiano, cofundador de la Sociedad de las Marcas Alemanas Orientales
- Paul von Hindenburg (1847-1934), Mariscal de Campo alemán y estadista, el último presidente de Alemania antes de Adolf Hitler.
- Józef Kościelski (1845-1911), político y parlamentario polaco, cofundador de la sociedad Straż (Guardia)
- Konstanty Kościnski, autor de La guía a Poznań y el Gran Ducado de Poznań (Przewodnik pod Poznaniu i Wielkim Księstwie Poznańskiem), Poznań 1909
- Józef Krzymiński (1858-1940), físico polaco, activista social y político, miembro del parlamento
- Władysław Marcinkowski (1858-1947), escultor polaco que creó el monumento a Adam Mickiewicz rn Milosław
- Władysław Niegolewski (1819-85), político liberal polaco y miembro del parlamanto, insurgente en 1846, 1848 y 1863, cofundador del TCL y del CTG
- Cyryl Ratajski (1875-1942), presidente de Poznań 1922-34
- Karol Rzepecki (1865-1931), librero polaco, activista social y político, editor de la revista Sokół (Halcón)
- Antoni Stychel (1859-1935), sacerdote polaco, miembro del parlamente, presidente del Sindicato de Empresas Católicas y Trabajadores Polacos (Związek Katolickich Towarzystw Robotników Polskich)
- Roman Szymański (1840-1908), activista político polaco, publicista, editor de la revista Orędownik
- Aniela Tułodziecka (1853-1932), activista polaco por la educación de la Sociedad Warta (Towarzystwo Przyjaciół Wzajemnego Pouczania się i Opieki nad Dziećmi Warta)
- Teofil Walicki
- Piotr Wawrzyniak (1849-1910), sacerdote polaco, activista económico y por la educación, patrón del Sindicato de Empresas de Ganancias y Economía (Związek Spółek Zarobkowych i Gospodarczych)